# Matriarch
Matriarch es el quinto álbum de estudio de la banda estadounidense de metalcore Veil of Maya. Fue lanzado el 12 de mayo de 2015 a través de Sumerian Records. Es el primer álbum de la banda con el vocalista Lukas Magyar. El álbum fue producido, mezclado y masterizado por Taylor Larson de From First to Last.

## Lista de canciones
| N.º | Título                           | Duración |  |
| 1.  | «Nyu»                            | 1:55     |  |
| 2.  | «Leeloo»                         | 2:51     |  |
| 3.  | «Ellie»                          | 3:03     |  |
| 4.  | «Lucy»                           | 2:55     |  |
| 5.  | «Mikasa»                         | 3:09     |  |
| 6.  | «Aeris»                          | 3:47     |  |
| 7.  | «Three-Fifty»                    | 3:26     |  |
| 8.  | «Phoenix»                        | 3:16     |  |
| 9.  | «Matriarch» (instrumental)       | 1:18     |  |
| 10. | «Teleute» (con Jason Richardson) | 3:00     |  |
| 11. | «Daenerys»                       | 3:39     |  |
| 12. | «Lisbeth»                        | 3:45     |  |

## Personal
Veil of Maya
- Lukas Magyar - voz
- Marc Okubo – guitarra
- Danny Hauser – bajo
- Sam Applebaum - batería